# Aplidium
Aplidium is een geslacht van zakpijpen uit de familie van de Polyclinidae.

## Soorten
- A. abditum (Kott, 2006)
- A. abyssum (Kott, 1969)
- A. accarense (Millar, 1953)
- A. acropodium (Monniot & Gaill, 1978)
- A. acroporum (Kott, 1992)
- A. adamsi (Brewin, 1946)
- A. aegeaensis (Hartmeyer, 1904)
- A. agulhaense (Hartmeyer, 1912)
- A. albicans (Milne-Edwards, 1841)
- A. altarium (Sluiter, 1909)
- A. amorphatum (Kott, 1963)
- A. amphibolum (Millar, 1982)
- A. annulatum (Sluiter, 1906)
- A. antillense (Gravier, 1955)
- A. appendiculatum (Michaelsen, 1923)
- A. arenatum (Van Name, 1945)
- A. areolatum (Delle Chiaje, 1828)
- A. asperum (Drasche, 1883)
- A. aurorae (Harant & Vernières, 1938)
- A. australiense (Kott, 1963)
- A. bacculum (Kott, 1992)
- A. balleniae (Monniot & Monniot, 1983)
- A. benhami (Brewin, 1946)
- A. bermudae (Van Name, 1902)
- A. bilinguae (Monniot & Monniot, 1983)
- A. bilingula (Monniot & Monniot, 2006)
- A. boucheti (Monniot, 2012)
- A. brementi (Harant, 1925)
- A. brevilarvacium (Kott, 1963)
- A. brevisiphonis (Millar, 1964)
- A. breviventer (Monniot & Monniot, 2001)
- A. broomeiensis (Millar, 1963)
- A. caelestis (Monniot, 1987)
- A. caeruleum (Sluiter, 1906)
- A. californicum (Ritter & Forsyth, 1917)
- A. cellis (Monniot, 1987)
- A. cerebrum (Monniot & Monniot, 2001)
- A. circulatum (Hartmeyer, 1912)
- A. circumvolutum (Sluiter, 1900)
- A. claviforme (Hartmeyer, 1912)
- A. clivosum (Kott, 1992)
- A. coei (Ritter, 1901)
- A. colelloides (Herdman, 1886)
- A. colini (Monniot & Monniot, 1999)
- A. confusum (Sanamyan, 2000)
- A. congregatum (Kott, 1992)
- A. conicum (Olivi, 1792)
- A. coniferum (Kott, 1963)
- A. constellatum (Verrill, 1871)
- A. constrictum (Sluiter, 1900)
- A. controversum (Monniot & Monniot, 1996)
- A. convergens (Monniot & Monniot, 2006)
- A. cottrelli (Brewin, 1957)
- A. crateriferum (Sluiter, 1909)
- A. crustatum (Monniot, Monniot, Griffiths & Schleyer, 2001)
- A. crustum (Kott, 2008)
- A. cunhense (Millar, 1967)
- A. cyaneum (Monniot & Monniot, 1983)
- A. cyclophorum (Monniot & Monniot, 2001)
- A. challengeri (Brunetti, 2007)
- A. chthamalum (Millar, 1982)
- A. dakarensis (Peres, 1948)
- A. densum (Giard, 1872)
- A. depressum (Sluiter, 1909)
- A. diaphanum (Drasche, 1883)
- A. didemniformis (Monniot & Gaill, 1978)
- A. directum (Kott, 1973)
- A. disiphonium (Beniaminson, 1975)
- A. dissectum (Sanamyan & Sanamyan, 2011)
- A. distaplium (Kott, 1992)
- A. draschei (Brunetti, 2007)
- A. dubium (Ritter, 1899)
- A. eborinum (Sanamyan & Sanamyan, 2011)
- A. effrenatum (Herdman, 1886)
- A. effusum (Savigny, 1816)
- A. elatum (Kott, 1972)
- A. elegans (Giard, 1872)
- A. elongatum (Rocha, Gamba & Zanata, 2012)
- A. enigmaticum (Monniot C. & Monniot F., 1973)
- A. erythraeum (Michaelsen, 1919)
- A. eudistomum (Kott, 2008)
- A. exiguum (Herdman, 1886)
- A. exile (Van Name, 1902)
- A. falklandicum (Millar, 1960)
- A. fistulosum (Monniot & Monniot, 1991)
- A. flavolineatum (Sluiter, 1898)
- A. fluorescum (Kott, 1992)
- A. foliaceum (Sluiter, 1900)
- A. formosum (Kott, 2006)
- A. fragile (Redikorzev, 1927)
- A. fuegiense (Cunningham, 1871)
- A. fumigatum (Herdman, 1886)
- A. funginum (Sluiter, 1898)
- A. galeritum (Hartmeyer, 1912)
- A. gastrolineatum (Kott, 1992)
- A. gelasinum (Kott, 1992)
- A. gelatinosum (Medioni, 1970)
- A. geminatum (Kott, 1992)
- A. gibbulosum (Savigny, 1816)
- A. gilvum (Millar, 1982)
- A. glabrum (Verrill, 1871)
Glanzende bolzakpijp
- A. glaphyrum (Millar, 1982)
- A. globosum (Herdman, 1886)
- A. gracile (Monniot & Monniot, 1983)
- A. griseum (Kott, 1992)
- A. grisiatum (Kott, 1998)
- A. haesitans (Monniot, Monniot, Griffiths & Schleyer, 2001)
- A. haouarianum (Pérès, 1956)
- A. herdmani (Brunetti, 2007)
- A. hestia (Monniot, 2012)
- A. hians (Monniot & Gaill, 1978)
- A. hortulus (Brunetti, 2007)
- A. hyacinthum (Kott, 2008)
- A. hyalinum (Pérès, 1956)
- A. imbutum (Monniot & Monniot, 1983)
- A. incubatum (Kott, 1992)
- A. indicum (Renganathan & Monniot, 1984)
- A. inflorescens (Kott, 1992)
- A. intextum (Monniot & Monniot, 2001)
- A. inversum (Pérès, 1959)
- A. irregulare (Herdman, 1886)
- A. jacksoni (Kott, 1963)
- A. japonicum (Tokioka, 1949)
- A. knoxi (Brewin, 1956)
- A. kottae (Brunetti, 2007)
- A. kurilense (Beniaminson, 1974)
- A. laevigatum (Herdman, 1886)
- A. laticum (Kott, 2006)
- A. lebedi (Sanamyan, 1998)
- A. lenticulum (Kott, 1992)
- A. lineatum (Monniot & Monniot, 1996)
- A. litum (Monniot & Monniot, 2006)
- A. lobatum (Savigny, 1816)
- A. lodix (Kott, 1992)
- A. longithorax (Monniot, 1987)
- A. longum (Monniot, 1970)
- A. loricatum (Harant & Vernières, 1938)
- A. lubricum (Sluiter, 1898)
- A. lunacratum (Kott, 1992)
- A. macrolobatum (Kott, 1992)
- A. magellanicum (Sanamyan & Schories, 2003)
- A. magnilarvum (Kott, 1992)
- A. marchei (Monniot, 1969)
- A. maritimum (Brewin, 1958)
- A. maroccanum (Sluiter, 1927)
- A. maru (Monniot & Monniot, 1987)
- A. mauritaniae (Sluiter, 1915)
- A. mediterraneum (Hartmeyer, 1909)
- A. meridianum (Sluiter, 1906)
- A. mernooensis (Brewin, 1956)
- A. millari (Monniot & Monniot, 1994)
- A. minisculum (Kott, 1992)
- A. minithorax (Monniot, 2012)
- A. miripartum (Monniot & Monniot, 1983)
- A. monile (Monniot, Monniot, Griffiths & Schleyer, 2001)
- A. monoophorum (Millar, 1975)
- A. monotonicum (Tokioka, 1954)
- A. multilineatum (Kott, 1992)
- A. multipapillatum (Millar, 1975)
- A. multiplicatum (Sluiter, 1909)
- A. multisulcatum (Millar, 1977)
- A. mutabile (Sars, 1851)
- A. nadaense (Nishikawa, 1980)
- A. nema (Monniot F. & Monniot C., 1976)
- A. nordmanni (Milne-Edwards, 1841)
- A. nottii (Brewin, 1951)
- A. novaezealandiae (Brewin, 1952)
- A. oamaruensis (Brewin, 1950)
- A. ocellatum (Monniot C. & Monniot F., 1987)
- A. oculatum (Beniaminson, 1974)
- A. opacum (Kott, 1963)
- A. ordinatum (Sluiter, 1906)
- A. ornatum (Kott, 1992)
- A. orthium (Millar, 1982)
- A. ovum (Monniot & Gaill, 1978)
- A. paessleri (Michaelsen, 1907)
- A. pallidum (Verrill, 1871)
- A. panis (Kott, 2008)
- A. pantherinum (Sluiter, 1898)
- A. paralineatum (Kott, 1992)
- A. parastigmaticum (Kott, 1992)
- A. parvum (Kott, 1963)
- A. patriciae (Brunetti, 2007)
- A. pellucidum (Leidy, 1855)
- A. pentatrema (Monniot, 1972)
- A. pererratum (Sluiter, 1912)
- A. peresi (Monniot, 1970)
- A. peruvianum (Sanamyan & Schories, 2004)
- A. petrense (Michaelsen, 1916)
- A. petrosum (Kott, 1992)
- A. phortax (Michaelsen, 1924)
- A. pictum (Monniot & Monniot, 2001)
- A. pliciferum (Redikorzev, 1927)
- A. polarsterni (Tatian, Antacli & Sahade, 2005)
- A. polybunum (Redikorzev, 1927)
- A. polyglossum (Redikorzev, 1930)
- A. polytrema (Monniot C. & Monniot F., 1983)
- A. powelli (Brewin, 1958)
- A. profundum (Sluiter, 1909)
- A. proliferum (Milne-Edwards, 1841)
- A. pronum (Kott, 1975)
- A. propinquum (Van Name, 1945)
- A. protectans (Herdman, 1899)
- A. pseudolobatum (Pérès, 1956)
- A. pseudoradiatum (Millar, 1982)
- A. punctum (Giard, 1873)
- A. pusillum (Monniot & Monniot, 1991)
- A. quadrisulcatum (Millar, 1960)
- A. quadriversum (Millar, 1982)
- A. quinquesulcatum (Millar, 1977)
- A. radiatum (Sluiter, 1906)
- A. radicosum (Monniot C. & Monniot F., 1979)
- A. recumbens (Herdman, 1886)
- A. redikorzevi (Sanamyan & Sanamyan, 2011)
- A. retiforme (Herdman)
- A. rhabdocormi (Nishikawa, 1990)
- A. ritteri (Sluiter, 1895)
- A. robustum (Kott, 1992)
- A. rosaceum (Monniot & Monniot, 2001)
- A. rosarium (Kott, 1992)
- A. rubricollum (Kott, 1963)
- A. rubripunctum (Monniot & Monniot, 1997)
- A. rubrum (Tokioka, 1962)
- A. ruzickai (Sanamyan & Gleason, 2009)
- A. sacciferum (Monniot & Monniot, 2001)
- A. sagamiense (Tokioka, 1967)
- A. sagresensis (Ramos-Espla, Turon & Vazquez, 1993)
- A. sarasinorum (Fiedler)
- A. scabellum (Michaelsen, 1924)
- A. scyphus (Monniot & Monniot, 1991)
- A. schaudinni (Hartmeyer, 1903)
- A. schultzei (Hartmeyer, 1913)
- A. seeligeri (Millar, 1960)
- A. selenium (Rocha, Gamba & Zanata, 2012)
- A. siderum (Monniot & Monniot, 1983)
- A. siphonum (Brewin, 1956)
- A. soldatovi (Redikorzev, 1937)
- A. solidum (Ritter & Forsyth, 1917)
- A. solum (Monniot & Monniot, 1974)
- A. spauldingi (Ritter, 1907)
- A. spitzbergense (Hartmeyer, 1903)
- A. spongiforme (Herdman, 1886)
- A. stanleyi (Millar, 1960)
- A. stellatum (Verrill, 1871)
- A. stelliferum (Sluiter, 1900)
- A. tabachniki (Sanamyan & Sanamyan, 1999)
- A. tabarquensis (Ramos-Espla, 1991)
- A. tabascum (Kott, 1992)
- A. takii (Tokioka, 1959)
- A. tasmaniensis (Sanamyan & Sanamyan, 1999)
- A. tenuicaudum (Beniaminson, 1974)
- A. thomasi (Brewin, 1948)
- A. thomsoni (Brewin, 1946)
- A. translucidum (Ritter, 1901)
- A. traustedti (Millar, 1977)
- A. tridentatum (Daumézon, 1909)
- A. triggsense (Kott, 1963)
- A. tuberosum (Kott, 2008)
- A. turbinatum (Savigny, 1816)
- A. undulatum (Monniot & Gaill, 1978)
- A. unicornum (Millar, 1982)
- A. uouo (Monniot & Monniot, 1987)
- A. urgorrii (Vazquez, 1994)
- A. uteute (Monniot & Monniot, 1987)
- A. vanhoeffeni (Hartmeyer, 1911)
- A. variabile (Herdman, 1886)
- A. vastum (Sluiter, 1912)
- A. vemense (Millar, 1968)
- A. vexillum (Monniot & Gaill, 1978)
- A. violaceum (Hartmeyer, 1912)
- A. vulcanium (Monniot & Monniot, 2001)
- A. wroomeiensis (Millar, 1963)
- A. yamazii (Tokioka, 1949)
- A. yezoense (Tokioka, 1967)